# Brigades Mixtes de l'Exèrcit Popular de la República

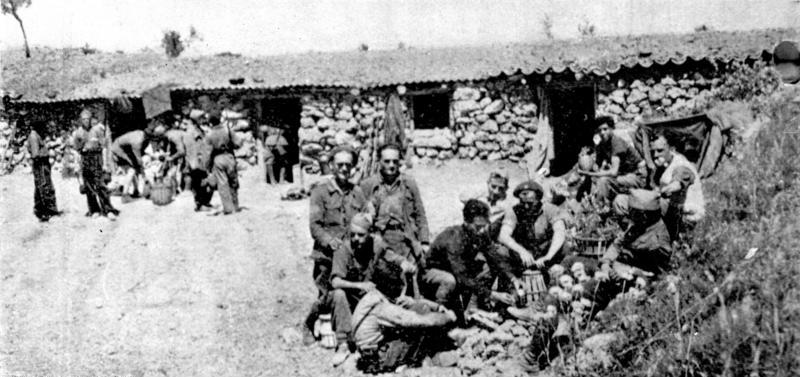
Interbrigadistes del Batalló «Edgar André» descansant en la rereguarda.

Aquesta és una relació de les Brigades Mixtes de l'Exèrcit Popular de la República que van participar en la Guerra civil espanyola. Aquelles brigades que van pertànyer a l'estructura de les Brigades Internacionals tenen els seus númerals en números romans. Algunes unitats que aquí apareixen reflectides només van existir en el paper i mai van arribar a intervenir en combat.

## Organització
L'organització de l'exèrcit bàsicament pel que fa a Infanteria es basava en les Brigades Mixtes arribant a haver-hi 246 Brigades Mixtes numerades de la 1 a la 246 a tal efecte. A la vegada cada Brigada Mixta es componia de quatre Batallons (els quals en un primer moment es van organitzar segons sindicats i partits polítics) arribant a haver-hi 984 Batallons numerats de l'1 al 984 a aquest efecte. Al seu torn, cada Batalló estava format per diverses Companyies. Les Brigades Mixtes no solien excedir el nombre d'uns 3.200 soldats combatents i els Batallons d'uns 800, i en començar i a mesura que avançava la guerra, les Brigades Mixtes es van anar organitzant en divisions, (arribant l'Exèrcit Popular de la Republicà a 77 Divisions), les divisions en cossos d'exèrcit, (arribant a 24 Cossos d'Exèrcit), i els cossos d'exèrcit en 6 Exèrcits, entre d'altres.

## Llista d'unitats

### Brigades mixtes de la 1 a la 100
| Número                        | Data de creació        | Data de desaparició    | Notes                                                   |
| ----------------------------- | ---------------------- | ---------------------- | ------------------------------------------------------- |
| 1a Brigada Mixta              | 10 d'octubre de 1936   | 9 de febrer de 1939    | Procedent del Cinquè Regiment.                          |
| 2a Brigada Mixta              | 13 d'octubre de 1936   | Març de 1939           |                                                         |
| 3a Brigada Mixta              | Octubre de 1936        | Febrer de 1939         | Unitat de Carabiners.                                   |
| 4a Brigada Mixta              | Novembre de 1936       | Març de 1939           |                                                         |
| 5a Brigada Mixta              | Octubre de 1936        | 28 de març de 1939     | Unitat de Carabiners.                                   |
| 6a Brigada Mixta              | Octubre de 1936        | Març de 1939           |                                                         |
| 7a Brigada Mixta              | 27 de març de 1937     | 27 de març de 1939     |                                                         |
| 8a Brigada Mixta              | 27 de març de 1937     | 27 de març de 1939     |                                                         |
| 9a Brigada Mixta              | 23 de gener de 1937    | 9 de febrer de 1939    | Inicialment numerada com a «1a Brigada Mixta Bis».      |
| 10a Brigada Mixta             | 21 de desembre de 1936 | 9 de febrer de 1939    | Iniciamente numerada com a «1a Brigada mòbil de xoc».   |
| XI Brigada Internacional      | 22 de febrer de 1936   | Febrer de 1939         |                                                         |
| XII Brigada Internacional     | 1 de novembre de 1936  | 9 de febrer de 1939    |                                                         |
| XIII Brigada Internacional    | 1 de desembre de 1936  | Febrer de 1939         |                                                         |
| XIV Brigada Internacional     | 1 de desembre de 1936  | 25 de setembre de 1938 |                                                         |
| XVI Brigada Internacional Bis | Novembre de 1937       | Febrer de 1938         | Desdoblament de la XIV Brigada Internacional.           |
| XV Brigada Internacional      | 31 de gener de 1937    | Febrer de 1939         |                                                         |
| 16a Brigada Mixta             | Desembre de 1936       | Març de 1939           |                                                         |
| 17a Brigada Mixta             | Desembre de 1936       | 28 de març de 1939     |                                                         |
| 18a Brigada Mixta             | Novembre de 1936       | 28 de març de 1939     |                                                         |
| 19a Brigada Mixta             | Desembre de 1936       | 31 de gener de 1939    |                                                         |
| 20a Brigada Mixta             | Novembre de 1936       | Març de 1939           |                                                         |
| 21a Brigada Mixta             | Desembre de 1936       | 17 de gener de 1939    |                                                         |
| 22a Brigada Mixta             | Novembre de 1936       | Març de 1939           | Antiga columna «Peire».                                 |
| 23a Brigada Mixta             | Octubre de 1936        | Gener de 1939          |                                                         |
| 24a Brigada Mixta             | Desembre de 1936       | Gener de 1939          |                                                         |
| 25a Brigada Mixta             | Novembre de 1936       | Març de 1939           |                                                         |
| 26a Brigada Mixta             | Octubre de 1936        | 28 de març de 1939     |                                                         |
| 27a Brigada Mixta             | Desembre de 1936       | 28 de març de 1939     |                                                         |
| 28a Brigada Mixta             | Octubre de 1936        | Març de 1939           |                                                         |
| 29a Brigada Mixta             | Octubre de 1936        | 28 de març de 1939     | Antiga columna «Cuevas».                                |
| 30a Brigada Mixta             | 31 de desembre de 1936 | Març de 1939           |                                                         |
| 31a Brigada Mixta             | 2 de gener de 1937     | Febrer de 1939         | Procedent del Cinquè Regiment.                          |
| 32a Brigada Mixta             | 31 de desembre de 1936 | Març de 1939           | Antiga columna «Mangada».                               |
| 33a Brigada Mixta             | 6 de gener de 1937     | 4 de febrer de 1939    |                                                         |
| 34a Brigada Mixta             | 1 de gener de 1937     | 27 de març de 1939     | Antiga columna «Robledo».                               |
| 35a Brigada Mixta             | Desembre de 1936       | Març de 1939           |                                                         |
| 36a Brigada Mixta             | 1 de gener de 1937     | Març de 1939           | Antiga columna «Prada».                                 |
| 37a Brigada Mixta             | 31 de desembre de 1936 | Febrer de 1939         |                                                         |
| 38.ª Brigada Mixta            | 31 de desembre de 1936 | Febrer de 1939         | Antiga columna «Perea».                                 |
| 39a Brigada Mixta             | 26 de novembre de 1936 | Març de 1939           | Antiga columna «Palacios».                              |
| 40a Brigada Mixta             | 26 de novembre de 1936 | 27 de març de 1939     | Antiga columna «Ortega».                                |
| 41a Brigada Mixta             | 26 de novembre de 1936 | Març de 1939           |                                                         |
| 42a Brigada Mixta             | 1 de gener de 1937     | Març de 1939           |                                                         |
| 43a Brigada Mixta             | 26 de novembre de 1936 | 27 de març de 1939     | Antiga columna «Escobar».                               |
| 44a Brigada Mixta             | 31 de desembre de 1936 | 27 de març de 1939     | Antiga columna «Enciso».                                |
| 45a Brigada Mixta             | 31 de desembre de 1936 | 27 de març de 1939     | Antiga columna «Burillo».                               |
| 46a Brigada Mixta             | 31 de desembre de 1936 | Març de 1939           | Antiga columna «Fantasma».                              |
| 47a Brigada Mixta             | 31 de desembre de 1936 | Març de 1939           |                                                         |
| 48a Brigada Mixta             | 28 de març de 1937     | Març de 1939           |                                                         |
| 49a Brigada Mixta             | Febrer de 1937         | Febrer de 1939         | Dissolta després del Bombardeig de Xàtiva.              |
| 50a Brigada Mixta             | Febrer de 1937         | Març de 1939           |                                                         |
| 51a Brigada Mixta             | 14 de març de 1937     | Març de 1939           |                                                         |
| 52a Brigada Mixta             | Gener de 1937          | Març de 1939           |                                                         |
| 53a Brigada Mixta             | Gener de 1937          | Març de 1939           |                                                         |
| 54a Brigada Mixta             | Març de 1937           | Març de 1939           |                                                         |
| 55a Brigada Mixta             | 1 de març de 1937      | Març de 1939           |                                                         |
| 56a Brigada Mixta             | Gener de 1937          | Febrer de 1939         |                                                         |
| 57a Brigada Mixta             | 1 de gener de 1937     | Març de 1939           |                                                         |
| 58a Brigada Mixta             | Gener de 1937          | Març de 1939           |                                                         |
| 59a Brigada Mixta             | Gener de 1937          | 9 de febrer de 1937    |                                                         |
| 60a Brigada Mixta             | Gener de 1937          | 4 de febrer de 1939    | Antiga columna «Del Rosal».                             |
| 61a Brigada Mixta             | Gener de 1937          | Març de 1939           | Antiga columna «Del Rosal».                             |
| 62a Brigada Mixta             | Desembre de 1936       | Gener de 1939?         |                                                         |
| 63a Brigada Mixta             | Desembre de 1936       | Març de 1939           |                                                         |
| 64a Brigada Mixta             | Desembre de 1936       | Maig de 1938?          |                                                         |
| 65a Brigada Mixta             | Desembre de 1936       | Març de 1939           | Unitat de Carabiners.                                   |
| 66a Brigada Mixta             | Desembre de 1936       | Març de 1939           |                                                         |
| 67a Brigada Mixta             | Febrer de 1937         | Març de 1939           |                                                         |
| 68a Brigada Mixta             | Gener de 1937          | Febrer de 1939         | Procedent del Cinquè Regiment.                          |
| 69a Brigada Mixta             | Desembre de 1936       | Març de 1939           |                                                         |
| 70a Brigada Mixta             | 15 de gener de 1937    | Març de 1939           |                                                         |
| 71a Brigada Mixta             | Gener de 1937          | 27 de març de 1939     |                                                         |
| 72a Brigada Mixta             | Gener de 1937          | Febrer de 1939         | Reconstituïda després d'escapar de la Bossa de Bielsa.  |
| 73a Brigada Mixta             | Març de 1937           | Març de 1939           |                                                         |
| 74a Brigada Mixta             | Gener de 1937          | 27 de març de 1939     |                                                         |
| 75a Brigada Mixta             | Febrer de 1937         | Març de 1939           |                                                         |
| 76a Brigada Mixta             | Abril de 1937          | Març de 1939           |                                                         |
| 77a Brigada Mixta             | Febrer de 1937         | Març de 1939           |                                                         |
| 78a Brigada Mixta             | Febrer de 1937         | Març de 1939           |                                                         |
| 79a Brigada Mixta             | Febrer de 1937         | Març de 1939           |                                                         |
| 80a Brigada Mixta             | Febrer de 1937         | Març de 1939           |                                                         |
| 81a Brigada Mixta             | Març de 1937           | Març de 1939           | Antigues columnes «Ibèria» i «Torres-Benedito».         |
| 82a Brigada Mixta             | Març de 1937           | Març de 1939           |                                                         |
| 83a Brigada Mixta             | Març de 1937           | Març de 1939           | Antiga «Columna de Ferro».                              |
| 84a Brigada Mixta             | Març de 1937           | Gener de 1938          | Dissolta després dels «Successos de Mora de Rubielos».  |
| 85a Brigada Mixta             | Març de 1937           | Març de 1939           | Unitat de Carabiners.                                   |
| 86a Brigada Mixta             | Març de 1937           | 28 de març de 1939     | Reorganitzada com Brigada Internacional.                |
| 87a Brigada Mixta             | Març de 1937           | Març de 1939           | Unitat de Carabiners.                                   |
| 88a Brigada Mixta             | Març de 1937           | 27 de març de 1939     | Antiga columna «Andalusia-Extremadura».                 |
| 89a Brigada Mixta             | Març de 1937           | Març de 1939           |                                                         |
| 90a Brigada Mixta             | Maig de 1937           | Març de 1939           |                                                         |
| 91a Brigada Mixta             | Març de 1937           | Març de 1939           | Destruïda en la Bossa de Mèrida (1938) i reconstituïda. |
| 92a Brigada Mixta             | Març de 1937           | Març de 1939           | Originalment numerada com a «75a Brigada Mixta».        |
| 93a Brigada Mixta             | Gener de 1937          | Febrer de 1939?        | Originalment numerada com a «53a Brigada Mixta».        |
| 94a Brigada Mixta             | Març/Setembre de 1937  | 9 de febrer de 1939    | Reorganitzada amb forces de Infanteria de Marina.       |
| 95a Brigada Mixta             | Juny de 1937           | Febrer de 1939?        | Reorganitzada amb forces d'infanteria de marina.        |
| 96a Brigada Mixta             | Juny de 1937           | Març de 1939           |                                                         |
| 97a Brigada Mixta             | Juny de 1937           | Març de 1939?          |                                                         |
| 98a Brigada Mixta             | 1 de juny de 1937      | Març de 1939           |                                                         |
| 99a Brigada Mixta             | 12 de juny de 1937     | Març de 1939           |                                                         |
| 100a Brigada Mixta            | Juny de 1937           | 9 de febrer de 1939    | Força de xoc de la 11a Divisió.                         |

### Brigades mixtes de la 101 a la 200
| Número                      | Creació             | Desaparició          | Notes                                                             |
| --------------------------- | ------------------- | -------------------- | ----------------------------------------------------------------- |
| 101a Brigada Mixta          | Maig de 1937        | 9 de febrer de 1939  | Força de xoc de la 46a Divisió.                                   |
| 102a Brigada Mixta          | Març de 1937        | 9 de febrer de 1939  | Formada a partir de la «72a Brigada mixta».                       |
| 103a Brigada Mixta          | Març de 1937        | Març de 1939         |                                                                   |
| 104a Brigada Mixta          | Març de 1937        | Febrer de 1939       |                                                                   |
| 105a Brigada Mixta          | Març de 1937        | Març de 1939         |                                                                   |
| 106a Brigada Mixta          | Març de 1937        | Març de 1939         |                                                                   |
| 107a Brigada Mixta          | Març de 1937        | Març de 1939         |                                                                   |
| 108a Brigada Mixta          | Març de 1937        | Març de 1939         |                                                                   |
| 109a Brigada Mixta          | Primavera de 1937   | Març de 1939         | Destruïda en la Borsa de Mèrida (1938) i reconstituïda.           |
| 110a Brigada Mixta          | Març de 1937        | Març de 1937         |                                                                   |
| 111a Brigada Mixta          | 17 de març de 1937  | 27 de març de 1939   |                                                                   |
| 112a Brigada Mixta          | Abril de 1937       | 28 de març de 1939   |                                                                   |
| 113a Brigada Mixta          | Març de 1937        | 27 de març de 1939   |                                                                   |
| 114a Brigada Mixta          | Març de 1937        | 26 de març de 1939   |                                                                   |
| 115a Brigada Mixta          | Març de 1937        | Març de 1939         |                                                                   |
| 116a Brigada Mixta          | 28 d'abril de 1937  | Març de 1939         |                                                                   |
| 117a Brigada Mixta          | 28 d'abril de 1937  | Gener de 1939        | Desintegrada a Catalunya.                                         |
| 118a Brigada Mixta          | 28 d'abril de 1937  | Març de 1939         |                                                                   |
| 119a Brigada Mixta          | 28 d'abril de 1937  | Febrer de 1939       | Antiga columna «Durruti».                                         |
| 120a Brigada Mixta          | 28 d'abril de 1937  | Gener de 1939        | Antiga columna «Durruti».                                         |
| 121a Brigada Mixta          | 28 d'abril de 1937  | Gener de 1939        | Antiga columna «Durruti»".                                        |
| 122a Brigada Mixta          | 28 d'abril de 1937  | Gener de 1939        | Antiga columna «Carles Marx».                                     |
| 123a Brigada Mixta          | 28 d'abril de 1937  | Gener de 1939        | Antiga columna «Carles Marx».                                     |
| 124a Brigada Mixta          | 28 d'abril de 1937  | Gener de 1939        | Antiga columna «Carles Marx».                                     |
| 125a Brigada Mixta          | 28 d'abril de 1937  | Març de 1939         | Antiga columna «Ascaso».                                          |
| 126a Brigada Mixta          | 28 d'abril de 1937  | Març de 1939         | Antiga columna «Ascaso».                                          |
| 127a Brigada Mixta          | 28 d'abril de 1937  | 27 de març de 1939   | Antiga columna «Ascaso».                                          |
| 128a Brigada Mixta          | 28 d'abril de 1937  | Octubre de 1937      | Dissolta i reconstituïda diverses vegades.                        |
| CXXIX Brigada Internacional | 8 de febrer de 1938 | 28 de març de 1939   | A l'octubre de 1938 va perdre els seus batallons internacionals.  |
| 130a Brigada Mixta          | 28 d'abril de 1937  | 9 de febrer de 1939  | Reconstituïda després d'escapar de la bossa de Bielsa.            |
| 131a Brigada Mixta          | 28 d'abril de 1937  | 9 de febrer de 1939  |                                                                   |
| 132a Brigada Mixta          | 11 de juny de 1937  | 28 de març de 1939   | Antiga columna «Macià-Companys».                                  |
| 133a Brigada Mixta          | Maig de 1937        | Gener de 1939        |                                                                   |
| 134a Brigada Mixta          | Maig de 1937        | 26 de gener de 1939  |                                                                   |
| 135a Brigada Mixta          | Maig de 1937        | Febrer de 1939       |                                                                   |
| 136a Brigada Mixta          | 1 de maig de 1937   | Febrer de 1939       |                                                                   |
| 137a Brigada Mixta          | 1 de maig de 1937   | Febrer de 1939       |                                                                   |
| 138a Brigada Mixta          | 1 de maig de 1937   | Març de 1939         |                                                                   |
| 139a Brigada Mixta          | 1 de maig de 1937   | Febrer de 1939       |                                                                   |
| 140a Brigada Mixta          | 1 de maig de 1937   | Febrer de 1939       |                                                                   |
| 141a Brigada Mixta          | Maig de 1937        | Febrer de 1939       |                                                                   |
| 142a Brigada Mixta          | Maig de 1937        | 12 de febrer de 1939 |                                                                   |
| 143a Brigada Mixta          | Maig de 1937        | 16 de gener de 1939  | Destruïda a Gaià                                                  |
| 144a Brigada Mixta          | Maig de 1937        | Gener de 1939        |                                                                   |
| 145a Brigada Mixta          | Maig de 1937        | Gener de 1939        |                                                                   |
| 146a Brigada Mixta          | Maig de 1937        | 23 de gener de 1939  |                                                                   |
| 147a Brigada Mixta          | 1 de maig de 1937   | Març de 1939         | Antiga columna «Maroto».                                          |
| 148a Brigada Mixta          | 9 de maig de 1937   | Març de 1939         |                                                                   |
| 149a Brigada Mixta          | Maig de 1937        | Febrer de 1939       |                                                                   |
| 150a Brigada Mixta          | 11 de juny de 1937  | Març de 1939         |                                                                   |
| CL Brigada Internacional    | 27 de maig de 1937  | 4 d'agost de 1937    | Dissolta després de fortes pèrdues en la batalla de Brunete.      |
| 151a Brigada Mixta          | Juny de 1937        | Gener de 1939        | Formada amb Infanteria de marina.                                 |
| 152a Brigada Mixta          | Juny de 1937        | Març de 1939         | Unitat de Carabiners.                                             |
| 153a Brigada Mixta          | Juny de 1937        | 26 de gener de 1939? | Antiga columna «Terra i Llibertat».                               |
| 154a Brigada Mixta          | Gener de 1938       | Març de 1939         | Antiga 1a Brigada basca; Reconstituïda com a unitat guerrillera.  |
| 155a Brigada Mixta          | Gener de 1938       | Març de 1939         | Antiga 2a Brigada basca; Reconstituïda com a unitat guerrillera.  |
| 156a Brigada Mixta          | Gener de 1938       | Març de 1939         | Antiga 3a Brigada basca; Reconstituïda com a unitat guerrillera.  |
| 157a Brigada Mixta          | Gener de 1938       | Març de 1939         | Antiga 4a Brigada basca; Reconstituïda com a unitat guerrillera.  |
| 158a Brigada Mixta          | Gener de 1938       | Març de 1939         | Antiga 5a Brigada basca; Reconstituïda com a unitat guerrillera.  |
| 159a Brigada Mixta          | Gener de 1938       | Març de 1939         | Antiga 6a Brigada basca; Reconstituïda com a unitat guerrillera.  |
| 160a Brigada Mixta          | Gener de 1938       | Març de 1939         | Antiga 7a Brigada basca; Reconstituïda com a unitat guerrillera.  |
| 161a Brigada Mixta          | Gener de 1938       | Març de 1939         | Antiga 8a Brigada basca; Reconstituïda com a unitat guerrillera.  |
| 162a Brigada Mixta          | Gener de 1938       | Març de 1939         | Antiga 9a Brigada basca; Reconstituïda com a unitat guerrillera.  |
| 163a Brigada Mixta          | Gener de 1938       | Març de 1939         | Antiga 13a Brigada basca; Reconstituïda com a unitat guerrillera. |
| 164a Brigada Mixta          | Gener de 1938       | Març de 1939         | Antiga 11a Brigada basca; Reconstituïda com a unitat guerrillera. |
| 165a Brigada Mixta          | Gener de 1938       | Març de 1939         | Antiga 12a Brigada basca; Reconstituïda com a unitat guerrillera. |
| 166a Brigada Mixta          | 6 d'agost de 1937   | Octubre de 1937      | Antiga 1a Brigada santanderina.                                   |
| 167a Brigada Mixta          | 6 d'agost de 1937   | 21 d'agost de 1937   | Antiga 2a Brigada santanderina.                                   |
| 168a Brigada Mixta          | 6 d'agost de 1937   | 21 d'agost de 1937   | Antiga 3a Brigada santanderina.                                   |
| 169a Brigada Mixta          | 6 d'agost de 1937   | Setembre de 1937     | Antiga 3a Brigada santanderina.                                   |
| 170a Brigada Mixta          | 6 d'agost de 1937   | 21 d'agost de 1937   | Antiga 4a Brigada santanderina.                                   |
| 171.ª Brigada Mixta         | 6 d'agost de 1937   | 21 d'agost de 1937   | Antiga 5a Brigada santanderina.                                   |
| 172a Brigada Mixta          | 6 d'agost de 1937   | 21 d'agost de 1937   | Antiga 6a Brigada santanderina.                                   |
| 173a Brigada Mixta          | 6 d'agost de 1937   | 25 d'agost de 1937   | Antiga 7a Brigada santanderina.                                   |
| 174a Brigada Mixta          | 30 d'abril de 1938  | Gener de 1939?       | Antiga 9a Brigada santanderina.                                   |
| 175a Brigada Mixta          | 30 d'abril de 1938  | Març de 1939         | Antiga 10a Brigada santanderina.                                  |
| 176a Brigada Mixta          | 30 d'abril de 1938  | Febrer de 1939       | Antiga 11a Brigada santanderina.                                  |
| 177a Brigada Mixta          | 30 d'abril de 1938  | Gener de 1939?       | Antiga 12a Brigada santanderina.                                  |
| 178a Brigada Mixta          | 30 d'abril de 1938  | 22 de gener de 1939? | Antiga 14a Brigada santanderina.                                  |
| 179a Brigada Mixta          | 19 d'abril de 1938  | Febrer de 1939       | Unitat de carabiners. Antiga 8a Brigada asturiana.                |
| 180a Brigada Mixta          | 30 d'abril de 1938  | Març de 1939         | Antiga 16a Brigada asturiana.                                     |
| 181a Brigada Mixta          | 30 d'abril de 1938  | Març de 1939         |                                                                   |
| 182a Brigada Mixta          | 30 d'abril de 1938  | Març de 1939         |                                                                   |
| 183a Brigada Mixta          | 30 d'abril de 1938  | Març de 1939         | Antiga 3a Brigada asturiana.                                      |
| 184a Brigada Mixta          | 6 d'agost de 1937   | 21 d'octubre de 1937 | Antiga 10a Brigada asturiana.                                     |
| 185a Brigada Mixta          | 6 d'agost de 1937   | Setembre de 1937     | Antiga 15a Brigada asturiana.                                     |
| 186a Brigada Mixta          | 6 d'agost de 1937   | Octubre de 1937      | Antiga 13a Brigada asturiana.                                     |
| 187a Brigada Mixta          | 6 d'agost de 1937   | Octubre de 1937      | Antiga 14a Brigada asturiana.                                     |
| 188a Brigada Mixta          | 6 d'agost de 1937   | Octubre de 1937      | Antiga 17a Brigada asturiana.                                     |
| 189a Brigada Mixta          | 30 d'abril de 1938  | Març de 1939         | Antiga 1a Brigada asturiana.                                      |
| 190a Brigada Mixta          | 30 d'abril de 1938  | Març de 1939         | Antiga 2a Brigada asturiana.                                      |
| 191a Brigada Mixta          | 30 d'abril de 1938  | Març de 1939         |                                                                   |
| 192a Brigada Mixta          | 30 d'abril de 1938  | Març de 1939         | Antiga 5a Brigada asturiana.                                      |
| 193a Brigada Mixta          | 30 d'abril de 1938  | Març de 1939         | Antiga 6a Brigada asturiana.                                      |
| 194a Brigada Mixta          | 22 de maig de 1938  | Març de 1939         | Antiga 4a Brigada asturiana.                                      |
| 195a Brigada Mixta          | 22 de maig de 1938  | Març de 1939         | Antiga 7a Brigada asturiana.                                      |
| 196a Brigada Mixta          | 22 de maig de 1938  | Gener de 1939        | Desintegrada a Catalunya.                                         |
| 197a Brigada Mixta          | 22 de maig de 1938  | Març de 1939         |                                                                   |
| 198a Brigada Mixta          | 30 d'abril de 1938  | Gener de 1939        | Desintegrada a Catalunya.                                         |
| 199a Brigada Mixta          | 30 d'abril de 1938  | Gener de 1939        | Desintegrada a Catalunya.                                         |
| 200a Brigada Mixta          | Maig de 1938        | 28 de març de 1939   | El gener de 1939 va ser retirada del front.                       |

### Brigades mixtes de la 201 a la 246
| Número              | Creació            | Desaparició         | Notes                                              |
| ------------------- | ------------------ | ------------------- | -------------------------------------------------- |
| 201a Brigada Mixta  | 30 d'abril de 1938 | 28 de març de 1939  |                                                    |
| 202a Brigada Mixta  | 30 d'abril de 1938 | 29 de març de 1939  |                                                    |
| 203a Brigada Mixta  | Maig de 1938       | Març de 1939        |                                                    |
| 204a Brigada Mixta  | 30 d'abril de 1938 | Març de 1939        |                                                    |
| 205a Brigada Mixta  | Maig de 1938       | Març de 1939        |                                                    |
| 206a Brigada Mixta  | Maig de 1938       | Març de 1939        |                                                    |
| 207a Brigada Mixta  | Maig de 1938       | Març de 1939        |                                                    |
| 208a Brigada Mixta  | Abril de 1938      | Març de 1939        |                                                    |
| 209a Brigada Mixta  | Agost de 1937      | Març de 1939        |                                                    |
| 210a Brigada Mixta  | Agost de 1937      | Març de 1939        |                                                    |
| 211a Brigada Mixta  | Agost de 1937      | Març de 1939        | Unitat de Carabiners.                              |
| 212a Brigada Mixta  | 28 d'agost de 1937 | Març de 1939        |                                                    |
| 213a Brigada Mixta  | 24 d'agost de 1937 | Gener de 1939?      |                                                    |
| 214a Brigada Mixta  | 24 d'agost de 1937 | Març de 1939        |                                                    |
| 215a Brigada Mixta  | 24 d'agost de 1937 | Març de 1939        |                                                    |
| 216a Brigada Mixta  | 24 d'agost de 1937 | Març de 1939        |                                                    |
| 217a Brigada Mixta  | 24 d'agost de 1937 | Març de 1939        |                                                    |
| 218a Brigada Mixta  | 24 d'agost de 1937 | Març de 1939        |                                                    |
| 219a Brigada Mixta  | 24 d'agost de 1937 | 26 de març de 1939  |                                                    |
| 220a Brigada Mixta  | 24 d'agost de 1937 | 26 de març de 1939  |                                                    |
| 221a Brigada Mixta  | 24 d'agost de 1937 | Març de 1939        |                                                    |
| 222a Brigada Mixta  | Estiu de 1937      | Març de 1939        |                                                    |
| 223a Brigada Mixta  | Estiu de 1937      | Març de 1939        | Encarregada de la defensa de costes.               |
| 224a Brigada Mixta  | Estiu de 1937      | Gener de 1939?      | Reestructurada en la primavera de 1938.            |
| 225a Brigada Mixta  | Estiu de 1937      | Març de 1939        |                                                    |
| 226a Brigada Mixta  | Estiu de 1937      | 9 de febrer de 1939 |                                                    |
| 227.ª Brigada Mixta | 22 d'abril de 1938 | 9 de febrer de 1939 |                                                    |
| 228a Brigada Mixta  | Desembre de 1938   | Gener de 1939       | Unitat de Carabiners.                              |
| 229a Brigada Mixta  | Desembre de 1938   | Gener de 1939?      |                                                    |
| 230a Brigada Mixta  | Febrer de 1938     | ?                   | Unitat guerrillera.                                |
| 231a Brigada Mixta  | Febrer de 1938     | ?                   | Unitat guerrillera.                                |
| 232a Brigada Mixta  | Febrer de 1938     | ?                   | Unitat guerrillera.                                |
| 233a Brigada Mixta  | Febrer de 1938     | ?                   | Unitat guerrillera.                                |
| 234a Brigada Mixta  | Febrer de 1938     | ?                   | Unitat guerrillera.                                |
| 235a Brigada Mixta  | Febrer de 1938     | ?                   | Unitat guerrillera.                                |
| 236a Brigada Mixta  | Febrer de 1938     | ?                   | Unitat guerrillera.                                |
| 237a Brigada Mixta  | Febrer de 1938     | ?                   | Unitat guerrillera.                                |
| 238a Brigada Mixta  | Febrer de 1938     | ?                   | Unitat guerrillera.                                |
| 239a Brigada Mixta  | Febrer de 1938     | ?                   | Unitat guerrillera.                                |
| 240a Brigada Mixta  | Febrer de 1938     | ?                   | Unitat guerrillera.                                |
| 241a Brigada Mixta  | Desembre de 1938   | -                   | No va arribar a intervenir com a unitat de combat. |
| 242a Brigada Mixta  | Desembre de 1938   | Febrer de 1939      |                                                    |
| 243a Brigada Mixta  | Desembre de 1938   | -                   | No va arribar a intervenir com a unitat de combat. |
| 244a Brigada Mixta  | Desembre de 1938   | -                   | No va arribar a intervenir com a unitat de combat. |
| 245a Brigada Mixta  | Desembre de 1938   | Febrer de 1939      |                                                    |
| 246a Brigada Mixta  | -                  | -                   | No va arribar a constituir-se.                     |